# 마리앤 팔리
마리앤 팔리(Marianne Farley)는 캐나다의 배우, 감독이다.

## 영화
- 마거리트 (2017년)
- 임파르페이트 (2013년)
- 이메지네룸 (2012년)
- 스노우 앤 애쉬스 (2010년)
- 더 크리스마스 콰이어 (2008년)
- 애프터워즈 (2008년)
- 로또 6/66 (2006년)